# Konnevesisøen
Konnevesisøen er en 189,18 km2 stor sø i Finland. Konnevesi er en temmelig stor sø i Kymijokis vigtigste afvandingsområde. Den er beliggende i regionerne Norra Savolax og Keski-Suomi . Ved søen ligger nationalparken Syd-Konnevesi Nationalpark, der omfatter øer i den sydlige del af søen og en fastlandsstrækning på søens østlige bred. Vandkvaliteten er fremragende.